# Morti il 5 luglio
| Questa pagina contiene informazioni ricavate automaticamente dalle voci biografiche con l'ausilio del template Bio e di un bot. L'aggiornamento è periodico e automatico e ricostruisce completamente la pagina. Se manca una persona in questa lista, sei pregato di non aggiungerla, ma accertati piuttosto che la sua voce biografica contenga il template Bio e che i dati anagrafici siano correttamente compilati. Se il template Bio manca, inseriscilo tu stesso o, in alternativa, metti l'avviso {{tmp\|Bio}} che ne segnala la mancanza. Se i dati riportati sono sbagliati, correggi direttamente la voce biografica; le modifiche saranno visibili in questa lista entro pochi giorni. Per chiarimenti vedi il progetto biografie. La lista contiene solo le 478 persone che sono citate nell'enciclopedia e per le quali è stato implementato correttamente il template Bio. Pagina aggiornata al 13 ago 2025. |

## III secolo(1)
- 286 - Santa Zoe, romana

## IX secolo(1)
- 812 - Ibrahim ibn al-Aghlab, generale arabo (n. 756)

## X secolo(3)
- 967 - Murakami, imperatore giapponese (n. 926)
- 1000 - Atanasio l'Atonita, monaco cristiano bizantino (n. 920)
- 1000 - Tommaso di Terreti, monaco cristiano e santo italiano

## XI secolo(3)
- 1044 - Samuele Aba d'Ungheria, sovrano ungherese
- 1080 - Ísleifur Gissurarson, vescovo cattolico islandese (n. 1006)
- 1091 - Guglielmo di Hirsau, religioso tedesco

## XIII secolo(1)
- 1251 - Maria di Lusignano, contessa (n. 1215)

## XIV secolo(3)
- 1348 - Luigi de la Cerda, principe (n. 1291)
- 1375 - Carlo III d'Alençon, conte e arcivescovo cattolico francese (n. 1337)
- 1381 - Beatrice del Portogallo, nobile (n. 1347)

## XV secolo(7)
- 1409 - Rodolfo Belenzani, rivoluzionario italiano
- 1413 - Musa Çelebi, principe ottomano
- 1450 - Rinaldo Orsini, condottiero italiano (n. 1402)
- 1463 - Jean Bureau, militare francese
- 1468 - Alfonso XII di Castiglia, sovrano (n. 1453)
- 1474 - Eric II di Pomerania-Wolgast, nobile tedesco
- 1484 - Hélie de Bourdeilles, cardinale francese (n. 1413)

## XVI secolo(13)
- 1507 - Pietro Baldi del Riccio, poeta e umanista italiano (n. 1475)
- 1522 - Antonio de Nebrija, umanista, pedagogo e grammatico spagnolo (n. 1441)
- 1523 - Domenico Amorotto, brigante italiano
- 1525 - Giovanni di Brandeburgo-Ansbach, nobile tedesco (n. 1493)
- 1528 - Giovanni d'Aragona, politico spagnolo (n. 1457)
- 1539 - Antonio Maria Zaccaria, presbitero e medico italiano (n. 1502)
- 1551 - Francesco Cigalini, umanista, medico e astrologo italiano (n. 1489)
- 1572 - Longqing, imperatore cinese (n. 1537)
- 1578 - Cristoforo Madruzzo, cardinale italiano (n. 1512)
- 1578 - Satomi Yoshihiro, militare giapponese (n. 1530)
- 1586 - Ludwig Lavater, teologo svizzero (n. 1527)
- 1588 - Cornelio Firmano, vescovo cattolico italiano
- 1597 - Francesco Pucci, filosofo e letterato italiano (n. 1543)

## XVII secolo(9)
- 1608 - Diego Haëdo, arcivescovo cattolico spagnolo
- 1626 - Agnolo Monosini, linguista e presbitero italiano (n. 1568)
- 1630 - Heinrich Bocer, giurista e docente tedesco (n. 1561)
- 1631 - Agustín de Hinojosa y Montalvo, vescovo cattolico spagnolo (n. 1575)
- 1633 - Margherita d'Asburgo, nobile (n. 1567)
- 1639 - Dorotea di Schwarzburg-Sondershausen, nobildonna tedesca (n. 1579)
- 1650 - Michele Lorenzo Mancini, nobile, astrologo e alchimista italiano (n. 1602)
- 1666 - Alberto VI di Baviera, nobile tedesco (n. 1584)
- 1676 - Carl Gustaf Wrangel, nobile e generale svedese (n. 1613)

## XVIII secolo(26)
- 1701 - Pier Matteo Petrucci, cardinale e vescovo cattolico italiano (n. 1636)
- 1708 - Ferdinando Carlo di Gonzaga-Nevers, duca italiano (n. 1652)
- 1710 - Anton Felice Marsili, vescovo cattolico e biologo italiano (n. 1651)
- 1715 - Charles Ancillon, scrittore francese (n. 1659)
- 1716 - Giuseppe Beccarelli, religioso italiano (n. 1666)
- 1726 - Domenico Viva, gesuita e teologo italiano (n. 1648)
- 1735 - José de Antequera y Castro, politico e rivoluzionario spagnolo (n. 1689)
- 1742 - Edward Thompson, politico inglese (n. 1697)
- 1743 - Hatice Sultan, principessa ottomana
- 1751 - Nicolò Cattaneo Della Volta, doge (n. 1679)
- 1754 - Charles-Nicolas Cochin il Vecchio, incisore francese (n. 1688)
- 1761 - Domenico Silvio Passionei, cardinale e arcivescovo cattolico italiano (n. 1682)
- 1762 - Jakob Adlung, organista e teorico della musica tedesco (n. 1699)
- 1767 - Frans Boudewijns, pittore e disegnatore fiammingo (n. 1682)
- 1773 - Mattia De Mare, pittore italiano (n. 1712)
- 1778 - Antonio Cristoforo Collalto-Mattiuzzi, attore teatrale e commediografo italiano (n. 1717)
- 1778 - Amalia d'Este, nobile italiana (n. 1699)
- 1780 - Samuel Musgrave, filologo classico e medico inglese (n. 1732)
- 1786 - Michel Yost, clarinettista e compositore francese (n. 1754)
- 1793 - Alexander Roslin, pittore svedese (n. 1718)
- 1793 - Peter Anton von Verschaffelt, scultore fiammingo (n. 1710)
- 1795 - Alexander Mebane, politico e generale statunitense (n. 1744)
- 1795 - Antonio de Ulloa, scienziato e scrittore spagnolo (n. 1716)
- 1798 - Francesco Moncada Branciforte, nobile, politico e diplomatico italiano (n. 1738)
- 1799 - François Ignace Ervoil d'Oyré, generale francese (n. 1739)
- 1799 - Cornelis de Pauw, filosofo e geografo olandese (n. 1739)

## XIX secolo(69)
- 1804 - Giovanni Provera, generale austriaco
- 1806 - Arthur Richard Dillon, arcivescovo cattolico francese (n. 1721)
- 1807 - Diego Gregorio Cadello, cardinale e arcivescovo cattolico italiano (n. 1735)
- 1814 - Georges Jacob, ebanista francese (n. 1739)
- 1815 - Maximilian von Merveldt, generale e diplomatico austriaco (n. 1764)
- 1816 - Dorothea Jordan, attrice teatrale inglese (n. 1761)
- 1819 - William Cornwallis, ammiraglio britannico (n. 1744)
- 1825 - Antonio Vassalli Eandi, abate, fisico e matematico italiano (n. 1761)
- 1826 - Joseph Proust, chimico francese (n. 1754)
- 1826 - Thomas Stamford Raffles, politico e militare britannico (n. 1781)
- 1832 - Andreas O'Reilly von Ballinlough, generale austriaco (n. 1742)
- 1833 - Franz Paul Grua, compositore e violinista tedesco (n. 1753)
- 1833 - Joseph Nicéphore Niépce, fotografo francese (n. 1765)
- 1837 - Vincenzo Riolo, pittore italiano (n. 1772)
- 1837 - Gaetano Trigona e Parisi, cardinale e arcivescovo cattolico italiano (n. 1767)
- 1838 - Jean Marc Gaspard Itard, medico, pedagogista e educatore francese (n. 1774)
- 1839 - Alibek Khiriyasul, militare (n. 1805)
- 1839 - Flora Hastings, nobildonna britannica (n. 1806)
- 1840 - Ahmad Ali Khan Bahadur, principe indiano (n. 1787)
- 1846 - Joseph Bernet, cardinale e arcivescovo cattolico francese (n. 1770)
- 1848 - Francesco Anzani, patriota e militare italiano (n. 1809)
- 1849 - Pietro Pietramellara, militare e patriota italiano (n. 1804)
- 1850 - Alire Raffeneau Delile, botanico francese (n. 1778)
- 1852 - Giambattista Bassi, pittore italiano (n. 1784)
- 1852 - Giovanni Battista Spangher, patriota, politico e giudice italiano (n. 1802)
- 1854 - Émile Souvestre, scrittore e storico francese (n. 1806)
- 1858 - Valentín Gómez Farías, politico messicano (n. 1781)
- 1859 - Charles Cagniard de Latour, ingegnere e fisico francese (n. 1777)
- 1862 - Alessandro Guerra, circense italiano (n. 1782)
- 1862 - Étienne-Denis Pasquier, politico francese (n. 1767)
- 1863 - Lewis Addison Armistead, militare statunitense (n. 1817)
- 1864 - Prokop Chocholoušek, scrittore e giornalista ceco (n. 1819)
- 1864 - Dimitrios Plapoutas, generale greco (n. 1786)
- 1864 - Andrew Horatio Reeder, avvocato e politico statunitense (n. 1807)
- 1866 - Henry Petty-FitzMaurice, IV marchese di Lansdowne, nobile e politico inglese (n. 1816)
- 1867 - Carl Johan Anderson, viaggiatore svedese (n. 1828)
- 1867 - Francesc Daniel Molina i Casamajó, architetto spagnolo (n. 1812)
- 1869 - Štefan Moyzes, vescovo cattolico e pedagogo slovacco (n. 1797)
- 1870 - Gustave Leberecht Flügel, orientalista e arabista tedesco (n. 1802)
- 1871 - Cristina Trivulzio di Belgiojoso, nobildonna, patriota e giornalista italiana (n. 1808)
- 1872 - Charles-Pierre Denonvilliers, medico francese (n. 1808)
- 1873 - Giovanni Carnovali, pittore italiano (n. 1804)
- 1875 - Maria Röhl, pittrice e miniaturista svedese (n. 1801)
- 1876 - Eduard von Alvensleben, politico tedesco (n. 1787)
- 1877 - Francesco Donati, religioso, poeta e critico letterario italiano (n. 1821)
- 1877 - François Louis Parisel, medico francese (n. 1841)
- 1880 - Giuseppe Cavaleri, pittore e scultore italiano (n. 1829)
- 1880 - John Scott Porter, biblista e teologo irlandese (n. 1801)
- 1884 - Eduard Jäger von Jaxtthal, oculista austriaco (n. 1818)
- 1884 - Victor Massé, compositore francese (n. 1822)
- 1885 - Angelo Camerini, politico italiano (n. 1819)
- 1887 - August Pott, linguista tedesco (n. 1802)
- 1887 - Jean-François Tielemans, politico belga (n. 1799)
- 1889 - Jakov Ignjatović, scrittore, giornalista e politico serbo (n. 1822)
- 1890 - Friedrich Arnold, medico, anatomista e fisiologo tedesco (n. 1803)
- 1891 - Angelo Angelucci, architetto italiano (n. 1816)
- 1891 - Joseph Ducaju, scultore e pittore belga (n. 1823)
- 1892 - Enrico Fardella, generale e politico italiano (n. 1821)
- 1892 - Ercole Magnaguti, politico italiana (n. 1832)
- 1893 - Lorenzo Eula, magistrato e politico italiano (n. 1824)
- 1893 - Antonio Superchi, baritono italiano (n. 1816)
- 1894 - Austen Henry Layard, archeologo, diplomatico e politico britannico (n. 1817)
- 1895 - Charles D. Sherwood, politico statunitense (n. 1833)
- 1896 - Maurice Chaper, geologo e mineralogista francese (n. 1834)
- 1896 - Léopold de Folin, oceanografo e zoologo francese (n. 1817)
- 1898 - Carlo Giacomini, medico, antropologo e anatomista italiano (n. 1840)
- 1898 - Richard Pankhurst, attivista, avvocato e politico britannico (n. 1836)
- 1899 - Francesco Saverio Arabia, giurista, letterato e patriota italiano (n. 1821)
- 1899 - Hippolyte Lucas, entomologo e aracnologo francese (n. 1814)

## XX secolo(212)
- 1904 - Paul-Joseph Blanc, pittore francese (n. 1846)
- 1905 - Stefano Galletti, scultore italiano (n. 1832)
- 1906 - Jules Breton, pittore e poeta francese (n. 1827)
- 1906 - Paul Drude, fisico tedesco (n. 1863)
- 1906 - Joan Martorell, architetto spagnolo (n. 1833)
- 1907 - Kuno Fischer, filosofo tedesco (n. 1824)
- 1907 - Domenico Piva, generale e patriota italiano (n. 1826)
- 1908 - Carl von Than, chimico ungherese (n. 1834)
- 1909 - Giuseppe Cantoni, musicista italiano (n. 1841)
- 1910 - Henry Spalding, architetto britannico (n. 1838)
- 1911 - Icilio Bandini, avvocato italiano (n. 1843)
- 1911 - Pavel Ippolitovič Kutajsov, politico e generale russo (n. 1837)
- 1911 - George Johnstone Stoney, fisico irlandese (n. 1826)
- 1911 - Maria Pia di Savoia, principessa (n. 1847)
- 1912 - Ādolfs Alunāns, commediografo lettone (n. 1848)
- 1913 - Arisugawa Takehito, militare giapponese (n. 1862)
- 1915 - John Hoben, canottiere statunitense (n. 1884)
- 1916 - Friedrich Köhnlein, scacchista e compositore di scacchi tedesco (n. 1879)
- 1916 - Georges Lemmen, pittore e disegnatore belga (n. 1865)
- 1916 - Anton Wegscheider, calciatore austriaco (n. 1889)
- 1917 - Emil Goeldi, naturalista, zoologo e epidemiologo svizzero (n. 1859)
- 1917 - Percy Molson, velocista, lunghista e hockeista su ghiaccio canadese (n. 1880)
- 1919 - Eugen Levine, politico tedesco (n. 1883)
- 1920 - Anthony O'Sullivan, attore e regista statunitense (n. 1855)
- 1922 - Bobby Connelly, attore statunitense (n. 1909)
- 1922 - Carl Großmann, serial killer tedesco (n. 1863)
- 1923 - Théophile Seyrig, ingegnere belga (n. 1843)
- 1923 - Edward Robeson Taylor, politico, poeta e avvocato statunitense (n. 1838)
- 1923 - Amedeo Vella, compositore italiano (n. 1839)
- 1924 - Juanita Caracciolo, soprano italiana (n. 1888)
- 1925 - Karl Georg Fugger von Babenhausen, principe e politico tedesco (n. 1861)
- 1925 - Otto Lummer, fisico tedesco (n. 1860)
- 1926 - Frans Dogaer, calciatore belga (n. 1897)
- 1927 - Vladimir Borisovič Frederiks, generale russo (n. 1838)
- 1927 - Albrecht Kossel, medico, chimico e fisiologo tedesco (n. 1853)
- 1929 - Hans Meyer, geologo e esploratore tedesco (n. 1858)
- 1929 - Alfredo Trombetti, linguista italiano (n. 1866)
- 1930 - Maria Gasparina di Sassonia-Altenburg, principessa tedesca (n. 1845)
- 1931 - Ernesto Silvani, calciatore italiano (n. 1903)
- 1932 - René-Louis Baire, matematico francese (n. 1874)
- 1934 - Albert William Austin, golfista canadese (n. 1857)
- 1934 - Alice Chapin, attrice e drammaturga statunitense (n. 1857)
- 1936 - Riccardo Maffeo, ciclista su strada italiano (n. 1885)
- 1937 - Ned Sawyer, golfista statunitense (n. 1882)
- 1938 - Otto Bauer, politico austriaco (n. 1881)
- 1938 - Romolo Caggese, storico italiano (n. 1881)
- 1938 - László Széchenyi, nobile e diplomatico ungherese (n. 1879)
- 1938 - Giovanni Vittani, archivista, paleografo e storico italiano (n. 1875)
- 1940 - Luca Comerio, direttore della fotografia, regista e produttore cinematografico italiano (n. 1878)
- 1940 - Giuseppe Conte, pianista e compositore italiano (n. 1865)
- 1941 - Oskar Fried, direttore d'orchestra e compositore tedesco (n. 1871)
- 1941 - Franco Tosoni Pittoni, militare italiano (n. 1904)
- 1942 - Cesare Mori, militare, funzionario e poliziotto italiano (n. 1871)
- 1942 - Karin Swanström, attrice e regista svedese (n. 1873)
- 1943 - Anna Alma-Tadema, pittrice britannica (n. 1867)
- 1943 - Ashley Campbell, tennista australiano (n. 1880)
- 1943 - Leonardo Ferrulli, militare e aviatore italiano (n. 1918)
- 1943 - Franco Lucchini, ufficiale e aviatore italiano (n. 1914)
- 1943 - Julian Schmitz, ginnasta e multiplista statunitense (n. 1881)
- 1944 - Tat'jana Nikolaevna Baramzina, militare sovietica (n. 1919)
- 1944 - Piero Bellino, partigiano italiano (n. 1917)
- 1944 - Gaston Cornereau, schermidore francese (n. 1888)
- 1944 - Carlo Jussi, partigiano italiano (n. 1924)
- 1944 - Kazimierz Sakowicz, giornalista polacco (n. 1899)
- 1945 - John Curtin, politico australiano (n. 1885)
- 1945 - Julius Dorpmüller, politico tedesco (n. 1869)
- 1945 - Fritz Grau, bobbista tedesco (n. 1894)
- 1945 - François-Xavier Ross, vescovo cattolico canadese (n. 1869)
- 1947 - Carlo Minello, attore italiano (n. 1918)
- 1948 - Luigi Arrigoni, arcivescovo cattolico italiano (n. 1890)
- 1948 - Georges Bernanos, scrittore francese (n. 1888)
- 1948 - Charles Fillmore, mistico statunitense (n. 1854)
- 1948 - Annibale Gilardoni, politico italiano (n. 1873)
- 1948 - Carole Landis, attrice statunitense (n. 1919)
- 1948 - Gustavo Sacerdote, saggista, giornalista e traduttore italiano (n. 1867)
- 1949 - Amedeo Guarnieri, calciatore e arbitro di calcio italiano (n. 1890)
- 1950 - Bill Burgess, nuotatore e pallanuotista inglese (n. 1872)
- 1950 - Egidio Galbani, imprenditore italiano (n. 1858)
- 1950 - Salvatore Giuliano, brigante italiano (n. 1922)
- 1950 - Bob Spears, pistard australiano (n. 1893)
- 1951 - James Norman Hall, scrittore statunitense (n. 1887)
- 1952 - Renato Simoni, critico teatrale, giornalista e commediografo italiano (n. 1875)
- 1952 - Alison Skipworth, attrice britannica (n. 1863)
- 1952 - Giuseppe Sterni, attore, regista e produttore cinematografico italiano (n. 1883)
- 1953 - Andreas Suttner, schermidore austriaco (n. 1876)
- 1953 - Titta Ruffo, baritono italiano (n. 1877)
- 1954 - Bob Scott, pilota automobilistico statunitense (n. 1928)
- 1955 - Gianni Cavalieri, attore italiano (n. 1908)
- 1955 - Giuseppe Trecca, architetto italiano (n. 1871)
- 1956 - Gyula Dudás, calciatore ungherese (n. 1902)
- 1956 - Giorgio Pastina, regista e sceneggiatore italiano (n. 1905)
- 1958 - Daniel Garber, pittore statunitense (n. 1880)
- 1958 - Vilhelm Wolfhagen, calciatore danese (n. 1889)
- 1959 - Vittorio Podrecca, italiano (n. 1883)
- 1960 - Archibald Douglas, nobile, militare e politico svedese (n. 1883)
- 1960 - Otto Hersing, ammiraglio tedesco (n. 1885)
- 1961 - Aniello Calcara, arcivescovo cattolico e letterato italiano (n. 1881)
- 1961 - Ebore Canella, ginnasta italiana (n. 1913)
- 1961 - Ludwik Fleck, microbiologo e filosofo polacco (n. 1896)
- 1961 - Aldo Garzanti, imprenditore, editore e filantropo italiano (n. 1883)
- 1962 - Halvor Birch, ginnasta danese (n. 1885)
- 1963 - Giuseppe Spinola, allenatore di calcio e calciatore italiano (n. 1911)
- 1964 - Novenio Bucchi, militare italiano (n. 1895)
- 1965 - Loreto Grande, botanico e naturalista italiano (n. 1878)
- 1965 - Ludwig Hussak, calciatore austriaco (n. 1883)
- 1965 - Ray Morstadt, cestista statunitense (n. 1913)
- 1965 - Porfirio Rubirosa, diplomatico, socialite e pilota automobilistico dominicano (n. 1909)
- 1965 - Leopoldo Bernardo di Lippe, principe tedesco (n. 1904)
- 1966 - John P. Fulton, effettista statunitense (n. 1902)
- 1966 - George Charles de Hevesy, chimico ungherese (n. 1885)
- 1966 - Anders Moen, ginnasta norvegese (n. 1887)
- 1967 - Sita Camperio Meyer, infermiera e militare italiana (n. 1877)
- 1967 - Pietro Fasoli, ciclista su strada italiano (n. 1891)
- 1967 - Ugo Luca, generale italiano (n. 1892)
- 1967 - Augustin Ringeval, ciclista su strada francese (n. 1882)
- 1968 - Giovanni Vincenzo Cima, giornalista italiano (n. 1893)
- 1968 - Edward Kirby, mezzofondista statunitense (n. 1901)
- 1968 - Enrique Pla y Deniel, cardinale e arcivescovo cattolico spagnolo (n. 1876)
- 1968 - Hermann-Bernhard Ramcke, generale tedesco (n. 1889)
- 1969 - Ben Alexander, attore statunitense (n. 1911)
- 1969 - Wilhelm Backhaus, pianista tedesco (n. 1884)
- 1969 - Walter Gropius, architetto, designer e urbanista tedesco (n. 1883)
- 1969 - Lambert Hillyer, regista e sceneggiatore statunitense (n. 1889)
- 1969 - Margaret Loomis, attrice statunitense (n. 1893)
- 1969 - Leo McCarey, regista e sceneggiatore statunitense (n. 1898)
- 1970 - Ralph Leo Hayes, vescovo cattolico statunitense (n. 1884)
- 1970 - Eb van der Kluft, calciatore olandese (n. 1889)
- 1970 - André Philip, politico e economista francese (n. 1902)
- 1971 - Earl Foster Thomson, cavaliere statunitense (n. 1900)
- 1972 - Ray Buivid, giocatore di football americano statunitense (n. 1915)
- 1972 - Fonty Flock, pilota automobilistico statunitense (n. 1920)
- 1972 - Raúl Leoni, politico venezuelano (n. 1905)
- 1973 - Cesare Dami, economista e politico italiano (n. 1915)
- 1973 - Salvatore Pagliuca, politico italiano (n. 1895)
- 1973 - Piet Punt, calciatore olandese (n. 1909)
- 1974 - Henri Grob, scacchista svizzero (n. 1904)
- 1975 - Otto Skorzeny, militare tedesco (n. 1908)
- 1976 - Antoni Cierplikowski, parrucchiere polacco (n. 1884)
- 1976 - Anna Hübler, pattinatrice artistica su ghiaccio tedesca (n. 1885)
- 1976 - Anatolij Karanovič, regista sovietico (n. 1911)
- 1976 - Ray Kellogg, effettista e regista cinematografico statunitense (n. 1905)
- 1976 - Luigi Oscar Moroni, calciatore italiano (n. 1905)
- 1976 - Kevin O'Halloran, nuotatore australiano (n. 1937)
- 1977 - Sven Låftman, velocista, lunghista e astista svedese (n. 1887)
- 1977 - Vitalij Tarasov, scacchista sovietico (n. 1925)
- 1977 - Vladimír Venglár, calciatore cecoslovacco (n. 1923)
- 1977 - Ferdinand von Wilczek, conte austriaco (n. 1893)
- 1978 - Giuseppe Gonella, politico italiano (n. 1900)
- 1978 - Giulio Supino, ingegnere e matematico italiano (n. 1898)
- 1979 - Émile Dewoitine, ingegnere francese (n. 1892)
- 1979 - Rolf Holmberg, calciatore norvegese (n. 1914)
- 1980 - Ettore Carruccio, storico della scienza, logico e matematico italiano (n. 1908)
- 1980 - Franco D'Achiardi, compositore italiano (n. 1900)
- 1980 - Giorgio Amelio Roccamonte, scultore italiano (n. 1927)
- 1981 - David Haubenstock, attore tedesco (n. 1966)
- 1981 - Giuseppe Taliercio, ingegnere e dirigente d'azienda italiano (n. 1927)
- 1981 - Manuel Urrutia Lleó, politico cubano (n. 1908)
- 1982 - Burckhardt Helferich, chimico tedesco (n. 1887)
- 1982 - Frederick Jagel, tenore statunitense (n. 1897)
- 1982 - Geoffrey Keynes, medico, chirurgo e scrittore inglese (n. 1887)
- 1982 - Attilio Kossovel, calciatore e allenatore di calcio italiano (n. 1909)
- 1982 - Piero Martina, pittore e incisore italiano (n. 1912)
- 1983 - Alec Cheyne, calciatore e allenatore di calcio scozzese (n. 1907)
- 1983 - Harry James, trombettista statunitense (n. 1916)
- 1983 - Hennes Weisweiler, calciatore e allenatore di calcio tedesco (n. 1919)
- 1984 - Fausto De Luca, giornalista italiano (n. 1928)
- 1984 - Don Elliott, trombettista, vibrafonista e cantante statunitense (n. 1926)
- 1984 - Ludy Langer, nuotatore statunitense (n. 1893)
- 1984 - Samuil Vidas, direttore di coro bulgaro (n. 1924)
- 1985 - Paolo Borciani, violinista italiano (n. 1922)
- 1985 - Marion Byron, attrice statunitense (n. 1911)
- 1985 - Paulino Uzcudun, pugile spagnolo (n. 1899)
- 1985 - Mario Vušković, calciatore jugoslavo (n. 1953)
- 1986 - Terence Arnold, bobbista britannico (n. 1901)
- 1986 - Lajos László Papp, calciatore ungherese (n. 1906)
- 1986 - Carlo Protti, politico italiano (n. 1914)
- 1986 - Albert Scherrer, pilota automobilistico svizzero (n. 1908)
- 1986 - Jaroslav Stec'ko, politico ucraino (n. 1912)
- 1987 - Attilio Ferrari, politico italiano (n. 1920)
- 1987 - Pasquale Meomartini, politico e dirigente sportivo italiano (n. 1910)
- 1987 - Einar Sandberg, calciatore norvegese (n. 1905)
- 1987 - Karel Steklý, regista e sceneggiatore cecoslovacco (n. 1903)
- 1988 - Eugène Maillat, vescovo cattolico svizzero (n. 1919)
- 1989 - Sirarpie Der Nersessian, storica dell'arte armena (n. 1896)
- 1989 - Ugo Giachery, religioso italiano (n. 1896)
- 1989 - Ernesto Halffter, compositore e direttore d'orchestra spagnolo (n. 1905)
- 1989 - Michele Molese, tenore statunitense (n. 1928)
- 1991 - Mildred Dunnock, attrice e insegnante statunitense (n. 1901)
- 1991 - Howard Nemerov, poeta statunitense (n. 1920)
- 1992 - Georgia Brown, attrice e cantante britannica (n. 1933)
- 1992 - Andrés Zólyomy, allenatore di pallanuoto ungherese (n. 1913)
- 1994 - William J. Kaufmann III, astronomo e saggista statunitense (n. 1942)
- 1994 - Lennart Klingström, canoista svedese (n. 1916)
- 1994 - Tawfiq Ziyad, poeta e politico palestinese (n. 1929)
- 1995 - Renato Baldini, attore italiano (n. 1921)
- 1995 - Christian Calmes, diplomatico e storico lussemburghese (n. 1913)
- 1995 - Takeo Fukuda, politico giapponese (n. 1905)
- 1995 - Jüri Järvet, attore estone (n. 1919)
- 1996 - Franco Antonio Fanucchi, politico italiano (n. 1942)
- 1997 - Herm Schuessler, cestista statunitense (n. 1914)
- 1998 - Sid Luckman, giocatore di football americano statunitense (n. 1916)
- 1998 - Maria Mercè Marçal, poetessa, scrittrice e editrice spagnola (n. 1952)
- 1998 - Frank Righeimer, schermidore statunitense (n. 1909)
- 1998 - Helen Rihbany, tennista statunitense (n. 1916)
- 1999 - Filippo Basile, funzionario italiano (n. 1961)
- 1999 - Jean-Pierre Darras, attore e regista francese (n. 1927)
- 1999 - C. Walton Lillehei, chirurgo statunitense (n. 1918)
- 1999 - Harald Philipp, regista, sceneggiatore e attore tedesco (n. 1921)
- 1999 - Marisa Rusconi, scrittrice e giornalista italiana (n. 1934)
- 2000 - Giovanni Bettinelli, ciclista su strada e ciclocrossista italiano (n. 1935)
- 2000 - Lord Woodbine, produttore discografico, tastierista e cantante trinidadiano (n. 1929)
- 2000 - Dorino Serafini, pilota motociclistico e pilota automobilistico italiano (n. 1909)

## XXI secolo(130)
- 2001 - Gigliola Aragozzini, attrice e showgirl italiana (n. 1978)
- 2001 - Jindřich Brabec, compositore, arrangiatore e musicista cecoslovacco (n. 1933)
- 2001 - Hannelore Kohl, tedesca (n. 1933)
- 2002 - Dorothy Hann, modella statunitense
- 2002 - Katy Jurado, attrice messicana (n. 1924)
- 2002 - Reinhard Wenskus, storico tedesco (n. 1916)
- 2002 - Ted Williams, giocatore di baseball e allenatore di baseball statunitense (n. 1918)
- 2003 - Prodan Gardžev, lottatore bulgaro (n. 1936)
- 2003 - Piero Gibellino, calciatore italiano (n. 1926)
- 2003 - Giulio Platone, attore e doppiatore italiano (n. 1932)
- 2003 - Hedy Schlunegger, sciatrice alpina svizzera (n. 1923)
- 2003 - Bebu Silvetti, pianista, compositore e direttore d'orchestra argentino (n. 1944)
- 2003 - Isabella d'Orléans-Braganza, nobile francese (n. 1911)
- 2003 - Nǃxau ǂToma, attore namibiano (n. 1944)
- 2004 - Aldo Nicolaj, drammaturgo italiano (n. 1920)
- 2004 - Rodger Ward, pilota automobilistico statunitense (n. 1921)
- 2005 - James Stockdale, ammiraglio statunitense (n. 1923)
- 2005 - John Young, attivista scozzese
- 2006 - Gert Fredriksson, canoista svedese (n. 1919)
- 2006 - Gianmario Roveraro, altista e banchiere italiano (n. 1936)
- 2006 - Amzie Strickland, attrice statunitense (n. 1919)
- 2007 - Régine Crespin, soprano francese (n. 1927)
- 2007 - Eros Macchi, regista televisivo italiano (n. 1920)
- 2007 - Kerwin Mathews, attore statunitense (n. 1926)
- 2007 - Odile Speed, pittrice britannica (n. 1920)
- 2008 - Gonzalo Chillida, pittore spagnolo (n. 1926)
- 2009 - Gino Carlotti, ciclista italiano (n. 1919)
- 2009 - Lou Creekmur, giocatore di football americano statunitense (n. 1927)
- 2009 - Takeo Doi, psicoanalista giapponese (n. 1920)
- 2009 - Gino Montesanto, scrittore e giornalista italiano (n. 1922)
- 2009 - Waldo Von Erich, wrestler canadese (n. 1933)
- 2010 - Nasr Hamid Abu Zayd, teologo egiziano (n. 1943)
- 2010 - Myron J. Gordon, economista statunitense (n. 1920)
- 2010 - Juanita Kreps, politica e economista statunitense (n. 1921)
- 2010 - Marcos Locatelli, allenatore di calcio e calciatore argentino (n. 1939)
- 2010 - Cesare Siepi, basso italiano (n. 1923)
- 2011 - Armen Gilliam, cestista e allenatore di pallacanestro statunitense (n. 1964)
- 2011 - Enrico Manca, giornalista e politico italiano (n. 1931)
- 2011 - Edoarda Masi, sinologa, saggista e traduttrice italiana (n. 1927)
- 2011 - Mika Myllylä, fondista finlandese (n. 1969)
- 2011 - Cy Twombly, pittore statunitense (n. 1928)
- 2011 - Theodore Roszak, storico statunitense (n. 1933)
- 2011 - Gordon Tootoosis, attore canadese (n. 1941)
- 2012 - Luigi Bortolussi, politico italiano (n. 1927)
- 2012 - Massimo Fichera, dirigente pubblico e dirigente d'azienda italiano (n. 1929)
- 2013 - Robert Lipka, statunitense (n. 1946)
- 2013 - Armando Rubio, cestista e allenatore di pallacanestro ecuadoriano
- 2013 - Otto Schoch, avvocato e politico svizzero (n. 1934)
- 2014 - Noel Black, regista, sceneggiatore e produttore cinematografico statunitense (n. 1937)
- 2014 - Pedro DeBrito, calciatore statunitense (n. 1959)
- 2014 - Ignacio García-Valiño, scrittore spagnolo (n. 1968)
- 2014 - Bob Jeangerard, cestista statunitense (n. 1932)
- 2014 - Rosemary Murphy, attrice statunitense (n. 1925)
- 2014 - Rod Taylor, sciatore alpino statunitense (n. 1943)
- 2015 - Sakari Momoi, supercentenario giapponese (n. 1903)
- 2015 - Yōichirō Nambu, fisico giapponese (n. 1921)
- 2015 - Amanda Peterson, attrice statunitense (n. 1971)
- 2015 - Jack Steadman, dirigente sportivo statunitense (n. 1928)
- 2016 - Rosaria Conte, sociologa italiana (n. 1954)
- 2016 - Guglielmo Costantini, calciatore e allenatore di calcio italiano (n. 1934)
- 2016 - Alirio Díaz, chitarrista venezuelano (n. 1923)
- 2016 - Bianca Orsi, scultrice italiana (n. 1915)
- 2016 - Vittorio Salerno, regista, sceneggiatore e produttore cinematografico italiano (n. 1937)
- 2016 - Gladys Vergara, astronoma e docente uruguaiana (n. 1928)
- 2016 - Valentino Zeichen, scrittore e poeta italiano (n. 1938)
- 2017 - Pierre Henry, compositore francese (n. 1927)
- 2017 - Paul Hollingdale, conduttore radiofonico britannico (n. 1938)
- 2017 - John Karlsen, attore neozelandese (n. 1919)
- 2017 - John Mackenzie, calciatore scozzese (n. 1925)
- 2017 - Joachim Meisner, cardinale e arcivescovo cattolico tedesco (n. 1933)
- 2017 - Doddore Meloni, attivista italiano (n. 1943)
- 2017 - Joaquín Navarro-Valls, giornalista e medico spagnolo (n. 1936)
- 2017 - Irina Ratušinskaja, scrittrice e poetessa russa (n. 1954)
- 2018 - Claude Lanzmann, regista, sceneggiatore e produttore cinematografico francese (n. 1925)
- 2018 - Jean-Louis Tauran, cardinale e arcivescovo cattolico francese (n. 1943)
- 2019 - Stefano Agosti, critico letterario italiano (n. 1930)
- 2019 - Milton da Cunha Mendonça, calciatore brasiliano (n. 1956)
- 2019 - Ugo Gregoretti, regista, attore e sceneggiatore italiano (n. 1930)
- 2019 - Mokhtar Kechamli, calciatore algerino (n. 1962)
- 2019 - Lewis Lloyd, cestista statunitense (n. 1959)
- 2019 - Ray Martino, cantante e attore italiano (n. 1928)
- 2019 - Paolo Vinaccia, batterista italiano (n. 1954)
- 2020 - Fiorenza Bassoli, politica italiana (n. 1948)
- 2020 - Ismael Bonilla, pilota motociclistico spagnolo (n. 1978)
- 2020 - Nick Cordero, attore canadese (n. 1978)
- 2020 - Ayatullah Durrani, politico pakistano (n. 1956)
- 2020 - Cleveland Eaton, contrabbassista, musicista e produttore discografico statunitense (n. 1939)
- 2020 - Carlo Flamigni, medico e scrittore italiano (n. 1933)
- 2020 - Willi Holdorf, multiplista tedesco (n. 1940)
- 2020 - Mauro Mellini, avvocato, politico e saggista italiano (n. 1927)
- 2020 - Volodymyr Troškin, calciatore sovietico (n. 1947)
- 2020 - Mahendra Yadav, politico indiano
- 2021 - Raffaella Carrà, cantante, attrice e ballerina italiana (n. 1943)
- 2021 - Richard Donner, regista, produttore cinematografico e produttore televisivo statunitense (n. 1930)
- 2021 - Francesco Gallina, calciatore italiano (n. 1945)
- 2021 - Rubén Israel, allenatore di calcio uruguaiano (n. 1955)
- 2021 - Vladimir Men'šov, attore e regista sovietico (n. 1939)
- 2021 - Gillian Sheen, schermitrice britannica (n. 1928)
- 2021 - William Smith, attore statunitense (n. 1933)
- 2021 - Stan Swamy, prete e attivista indiano (n. 1937)
- 2022 - Arne Åhman, triplista e altista svedese (n. 1925)
- 2022 - Lisetta Carmi, fotografa italiana (n. 1924)
- 2022 - Manny Charlton, chitarrista britannico (n. 1941)
- 2022 - Alfred Koerppen, compositore tedesco (n. 1926)
- 2022 - Houston Stevenson, attore canadese (n. 1995)
- 2022 - Lenny von Dohlen, attore statunitense (n. 1958)
- 2023 - Franca Capetta, arciera italiana (n. 1936)
- 2023 - Marcello Colasurdo, cantautore e attore italiano (n. 1955)
- 2023 - Guidalberto Guidi, imprenditore italiano (n. 1941)
- 2023 - CoCo Lee, cantante, produttrice discografica e attrice hongkonghese (n. 1975)
- 2023 - Andrés Oliva, ciclista su strada spagnolo (n. 1948)
- 2023 - Walkiria Terradura, partigiana italiana (n. 1924)
- 2023 - Isabella Verney, modella italiana (n. 1925)
- 2024 - Tonj Acquaviva, compositore, cantautore e arrangiatore italiano (n. 1963)
- 2024 - Antonio Michele Coppi, politico italiano (n. 1948)
- 2024 - Serge Ducosté, calciatore haitiano (n. 1944)
- 2024 - Yvonne Furneaux, attrice francese (n. 1926)
- 2024 - Raphaël Géminiani, ciclista su strada e dirigente sportivo francese (n. 1925)
- 2024 - Liana Isakadze, violinista e direttrice d'orchestra georgiana (n. 1946)
- 2024 - Nikolaj Korol'kov, cavaliere russo (n. 1946)
- 2024 - Jon Landau, produttore cinematografico statunitense (n. 1960)
- 2024 - Vic Seixas, tennista statunitense (n. 1923)
- 2024 - Arlen Dean Snyder, attore statunitense (n. 1933)
- 2024 - Wil Tirion, cartografo olandese (n. 1943)
- 2025 - Giuseppe Crippa, imprenditore italiano (n. 1935)
- 2025 - Mauro Del Vecchio, generale e politico italiano (n. 1946)
- 2025 - Sebastiano Filocamo, attore, regista teatrale e conduttore radiofonico italiano (n. 1958)
- 2025 - Ida Golin, calciatrice italiana (n. 1959)
- 2025 - Sauro Marianelli, scrittore italiano (n. 1933)
- 2025 - Emilio Molinari, politico italiano (n. 1939)